# Елизаветовка (Приморский край)
Елизаве́товка — село в Лесозаводском городском округе Приморского края России.

## География
Село находится на левом берегу реки Тамга (правый приток Уссури), на расстоянии около 30 км (по автодороге А370 «Уссури» через село Лесное) к северо-востоку от города Лесозаводск, административного центра округа.
Дорога к селу Елизаветовка идёт на восток от автодороги А370 «Уссури», перекрёсток к селу Елизаветовка находится между сёлами Тамга (к северу) и Ружино (к югу).

## История
Основано в 1900 году на дороге между охотничьими бараками и крупными населёнными пунктами, впоследствии став крупнее и получив статус села. Первоначальное название — Ежи (природной особенностью местности вокруг села являлось обилие ежей). По мнению краеведа Омельяненко П. И., современное название — в честь великой княгини Елизаветы Фёдоровны (1864—1918), сестры императрицы Александры Фёдоровны (1872—1918). Во время Великой Отечественной войны несколько десятков жителей отправились на фронт, 13 из них погибло.

## Население
| 1915 | 2002 | 2007 | 2010 |
| ---- | ---- | ---- | ---- |
| 483  | ↘184 | ↘130 | ↘111 |

## Улицы
В селе имеются две улицы: Нижняя и Центральная.

## Экономика
Жители занимаются сельским хозяйством.